# 山马茶
山马茶（学名：Tabernaemontana divaricata）为夹竹桃科马蹄花属下的一个种。
山馬茶原產地為熱帶亞洲，從印度到中國南部的雲南都有分布，許多東南亞國家亦有栽培。因樹形美麗，朵朵小白花更為引人注目，是廣受喜愛的觀賞植物。臺灣另有同屬的真山馬茶(Tabernaemontana pandacaqui Poir.)與蘭嶼山馬茶(Tabernaemontana subglobosa Merr.)，公園綠地中常可見到。由於外觀與山黃梔(Gardenia jasminoides Ellis.)相似，常引起誤認。山馬茶這一屬(Tabernaemontana)的許多植物全株具毒，依據文獻，在醫藥上具有許多不同功效。有如夾竹桃，山馬茶的葉片亦含毒性白色乳汁，應小心誤食誤碰。